# Гикавка
Ги́кавка, або и́кавка, (лат. singultus) — неспецифічне порушення функції зовнішнього дихання, яке виникає внаслідок серії судомних поштовхоподібних скорочень діафрагми та суб'єктивно проявляється неприємними короткими та інтенсивними дихальними рухами. Один з можливих симптомів переохолодження, переїдання, деяких хвороб та інших станів.
Стиснений звук, що при цьому виникає, є наслідком стрімкого закривання голосової щілини.

## Причини
Причиною гикавки є різкіші, ніж зазвичай, скорочення діафрагми, при цьому вдихи супроводжуються короткими епізодами задухи.
Гикавка виникає іноді у здорових людей без очевидної причини і, зазвичай, є нешкідливим явищем, що швидко минає. Гикавка може виникнути при загальному охолодженні (особливо у дітей раннього віку), при перерозтягнені шлунка (переповнення його їжею), а також при подразненні діафрагмального нерва (описаний випадок виникнення тривалої гикавки з частотою скорочень діафрагми рівною частоті серцевого ритму при замиканні пошкодженого дроту від кардіостимулятора на діафрагмальний нерв).
Грудну порожнину від черевної порожнини відділяє м'язова грудочеревна перепона, яку називають діафрагмою. Вона розташована під легенями і серцем безпосередньо над черевною порожниною, яка містить органи травлення. Діафрагма — м'яз, бере участь у диханні, при напруженні вона дозволяє повітрю увійти в легені та витісняє повітря з легенів під час розслаблення.
У грудній клітці проходять керувальні нерви (блукаючий та симпатичні), які інервують діафрагму і розгалужуються в ній. Якщо нервові закінчення в діафрагмі збуджені, імпульс може поширитись по рефлекторній дузі у головний мозок. Мозок надсилає зворотний імпульс діафрагмі та змушує її дуже швидко скорочуватись. При спазматичному скороченні діафрагми легені раптово утягують повітря. При проходженні повітря через прикриту або стрімко звужену голосову щілину в гортані виникає вигук «гик».
Час між судомним скороченням діафрагми і появою звуку становить всього 35 тисячних секунди. Коли людина гикає, то фактично не дихає, оскільки при створенні звуку голосова щілина зачиняється. Ритмічні спазми діафрагми обумовлюють феномен гикавки.
Лікуванням при гикавці (у тому числі від споживання алкогольних напоїв) є затримання дихання з присіданнями.[джерело?]

## Цікаві факти
- У Чарльза Осборна (1894—1991) гикавка почалась 1922-го року, під час того, як він різав свиню[5]. Напад тривав подальші 68 років. За цей час він гикнув приблизно 715 мільйонів разів. Середня частота гикання на початку приступу складала 40 разів за хвилину, але потім зменшилась до 20-25 разів.
- Існує забобон: коли людина гикає — хтось її у той момент згадує.